# Красноярська сільська рада (Ілецький район)
Красноя́рська сільська рада (рос. Красноярский сельский совет) — сільське поселення у складі Ілецького району Оренбурзької області Росії.
Адміністративний центр та єдиний населений пункт — село Красний Яр.

## Населення
Населення — 723 особи (2019; 794 в 2010, 916 у 2002).